# Siervaas Heresingel

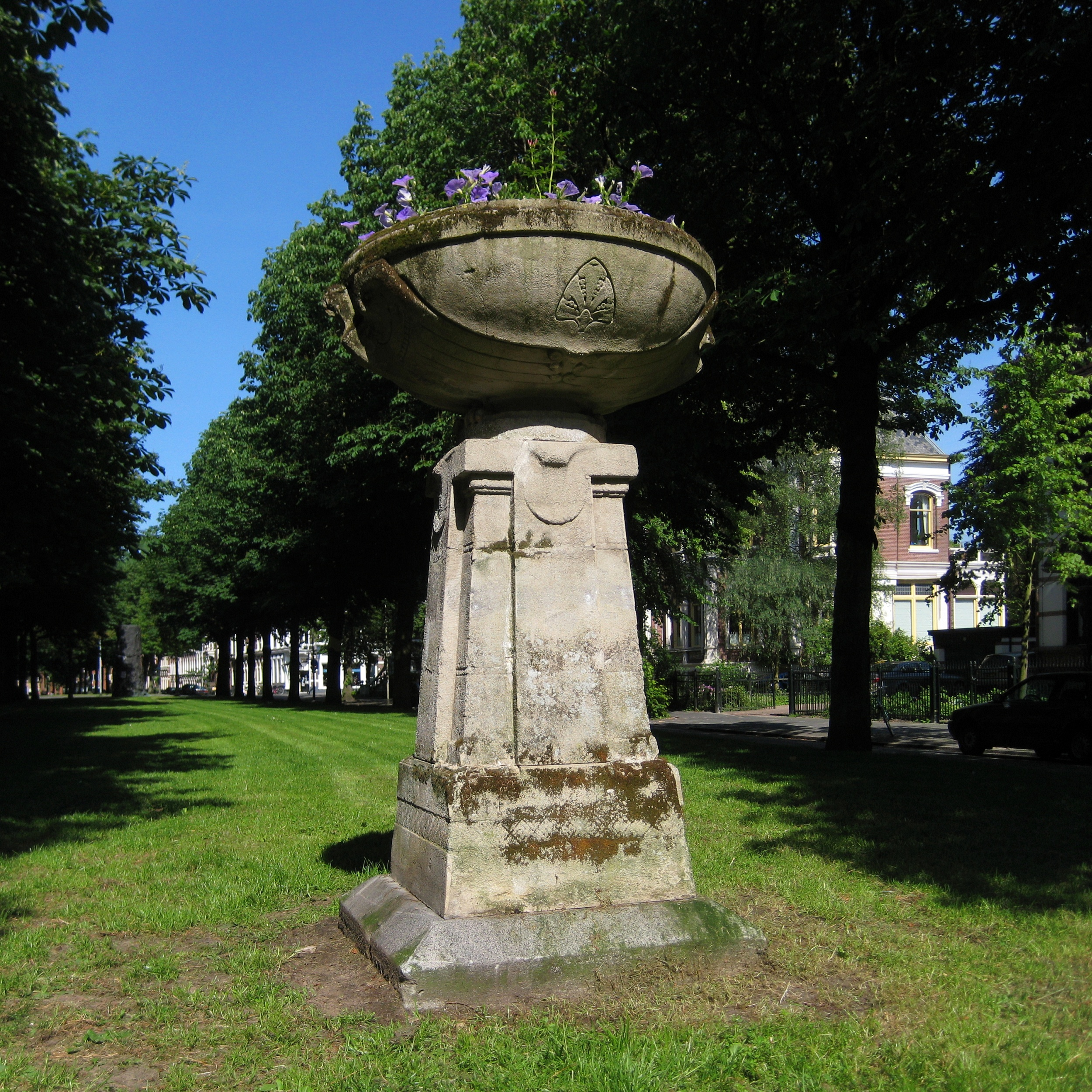
De siervaas in 2011

De siervaas Heresingel is een vaas in classicistische stijl op de middenberm van de Heresingel in Groningen, die is aangewezen als gemeentelijk monument.

## Beschrijving
De siervaas, die zich tegenover het pand Heresingel 18 bevindt, werd rond 1910 door een onbekende maker vervaardigd in een classicistische stijl, die kenmerken heeft van de Sezession. Het object bestaat uit een sierschaal op een hoog basement, dat is gegoten uit een zachte soort kunststeen en is geplaatst op een vierkante voetplaat. Daarboven bevindt zich een iets toelopend basisblok met daarop een obeliskvormig gedeelte, dat aan alle zijden uitdragende middendelen heeft, waarop aan de bovenzijde in reliëf de aanwezigheid van ringen wordt gesuggereerd. In de terugliggende hoekdelen bevinden zich twee rijen parels, die eveneens in reliëf zijn uitgevoerd. Op de uitkragende afdekplaat van het basement is een rond gedeelte met profielranden aangebracht, waarop de in iets donkerder steen uitgevoerde sierschaal is geplaatst. Op de onderkant van de schaal bevinden zich op de zijden die naar de omliggende gevels zijn gekeerd reliëfs van adelaars en op de beide andere zijden palmetten.
De siervaas is tot gemeentelijk monument verklaard "vanwege haar schoonheid". Bovendien "is het als karakteristiek tuinmeubelstuk een waardevol onderdeel van de inrichting van de ruimten van de Heresingel en als zodanig een belangrijk element in de hoogwaardige stedebouwkundige structuur van de singelreeks langs de zuidzijde van de binnenstad van Groningen".